# Helen Oyeyemi

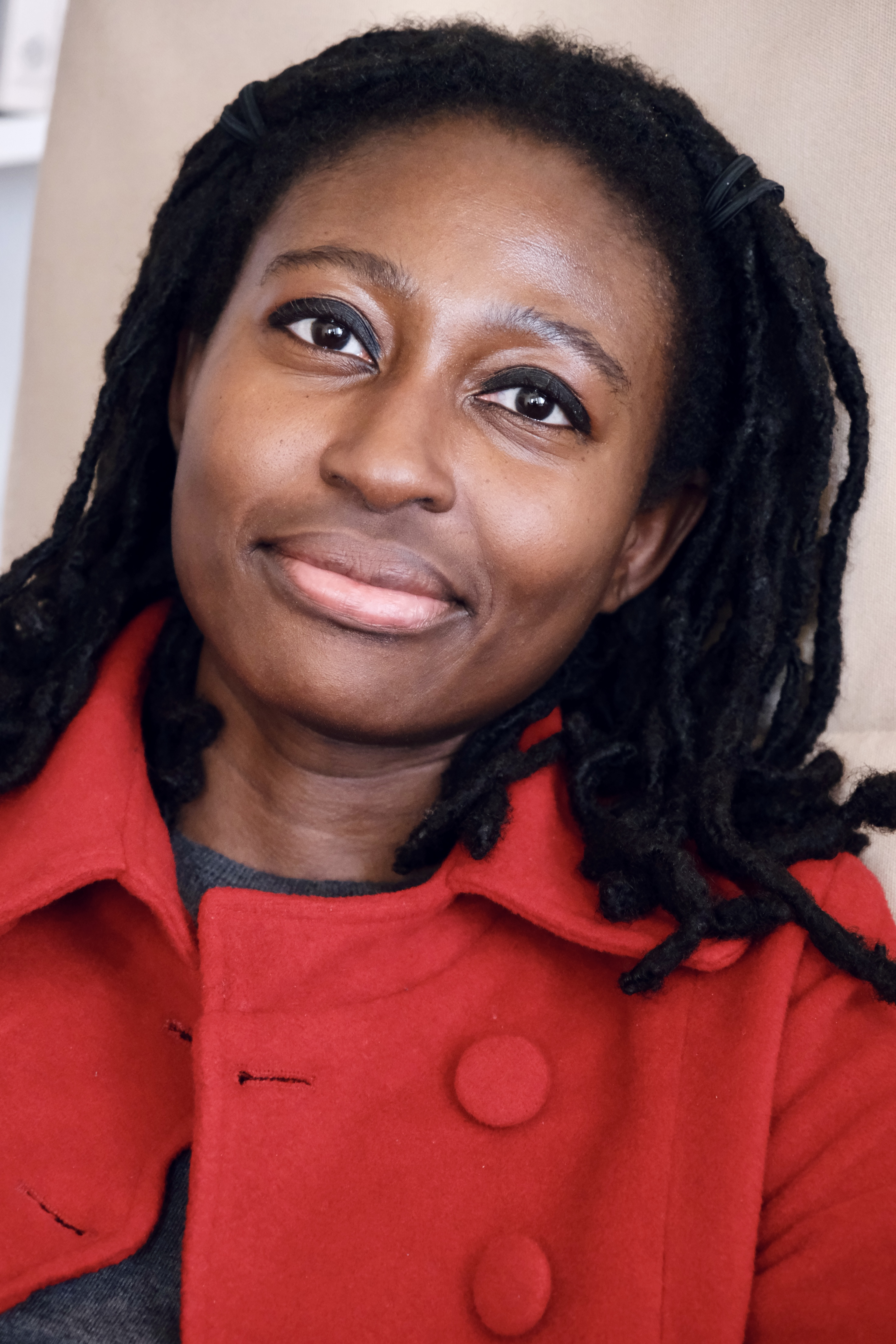
Helen Oyeyemi (2021)

Helen (Olajumoke) Oyeyemi (* 1984, Nigeria) ist eine nigerianisch-britische Autorin. Ihre Romane und Erzählungen wurden in zahlreiche Sprachen übersetzt und mehrfach ausgezeichnet.

## Leben
Helen Oyeyemi wurde 1984 in Nigeria geboren und zog mit ihrer Familie im Alter von vier Jahren nach Lewisham im südlichen London. Sie kämpfte während ihrer Schulzeit mit klinischen Depressionen, las und schrieb viel. Gerne schrieb sie auch ihre Lieblingsgeschichten um. Mit 18 Jahren begann Oyeyemi ihren ersten Roman, The Icarus Girl (2005, dt. Das Ikarus Mädchen), der veröffentlicht wurde, als sie im ersten Jahr Sozial- und Politikwissenschaften am Corpus Christi College der Universität Cambridge studierte. Nach ihrem Studium lebte sie in unterschiedlichen Städten, u. a. Paris, Toronto, London, Berlin, Budapest und Prag.
Auf ihr literarisches Debüt folgten weitere Romane, Kurzgeschichten und Theaterstücke. Themenkomplexe, die sich durch Oyeyemis Literatur ziehen sind Migrationserfahrungen, Rassismen und Übernatürliches, oft Mythen, Legenden und Märchen. Mr. Fox beispielsweise bietet eine neue Interpretation der Blaubart-Geschichte an, Boy, Snow, Bird rekurriert auf Schneewittchen und in White is for Witching spielt neben der Tradition der Geisterhausliteratur insbesondere auch die karibische Legende der Soucouyant eine wichtige Rolle. Oyeyemis Werke wurden in zahlreiche Sprachen übersetzt und mehrfach ausgezeichnet. Zwei ihrer Romane – Mr. Fox und Boy, Snow, Bird – wurden in die „100 beachtenswerten Bücher des Jahres“ 2011 und 2014 der New York Times Book Review aufgenommen. Das Granta Magazine erklärte Oyeyemi 2013 zu einer der zwanzig besten jungen britischen Autoren und Autorinnen.

## Werke

### Romane
- The Icarus Girl. Bloomsbury, London 2004.
  - Das Ikarus-Mädchen. Übersetzt von Anne Spielmann. Bloomsbury, Berlin 2005.
- The Opposite House. Bloomsbury, London 2007.
  - Das Irgendwo-Haus. Übersetzt von Maria Mill. Bloomsbury, Berlin 2007.
- White is for Witching. Picador, London 2009.
- Mr. Fox. Picador, London 2011.
- Boy, Snow, Bird. Picador, London 2014.
- Gingerbread. Picador, London 2019.
- Peaces. Riverhead, New York 2021.
- Parasol Against the Axe. New York 2024.

### Erzählungen
- What Is Not Yours Is Not Yours. Pan Macmillan, London 2016.
  - Was du nicht hast, das brauchst du nicht. Erzählungen. Übersetzt von Zoë Beck. CulturBooks, Hamburg 2018.

### Dramen
- Juniper's whitening and Victimese. Methuen, London 2005.

## Auszeichnungen
- Somerset Maugham Award, 2010 (für White is for Witching)
- Preis des Jahres 2012 für Romanliteratur der Zora Neale Hurston/Richard Wright Foundation[5]
- PEN Open Book Award, 2007 (für die Kurzgeschichtensammlung What Is Not Yours Is Not Yours)[6]